# Trathala kula
Trathala kula är en stekelart som beskrevs av Ian D. Gauld 2000. Trathala kula ingår i släktet Trathala och familjen brokparasitsteklar. Inga underarter finns listade i Catalogue of Life.